# Annona crassiflora
Annona crassiflora Mart. – gatunek rośliny z rodziny flaszowcowatych (Annonaceae Juss.). Występuje naturalnie w Brazylii – w stanach Pará, Tocantins, Bahia, Maranhão, Goiás, Mato Grosso do Sul, Mato Grosso, Minas Gerais, São Paulo i Parana oraz w Dystrykcie Federalnym. 

## Morfologia

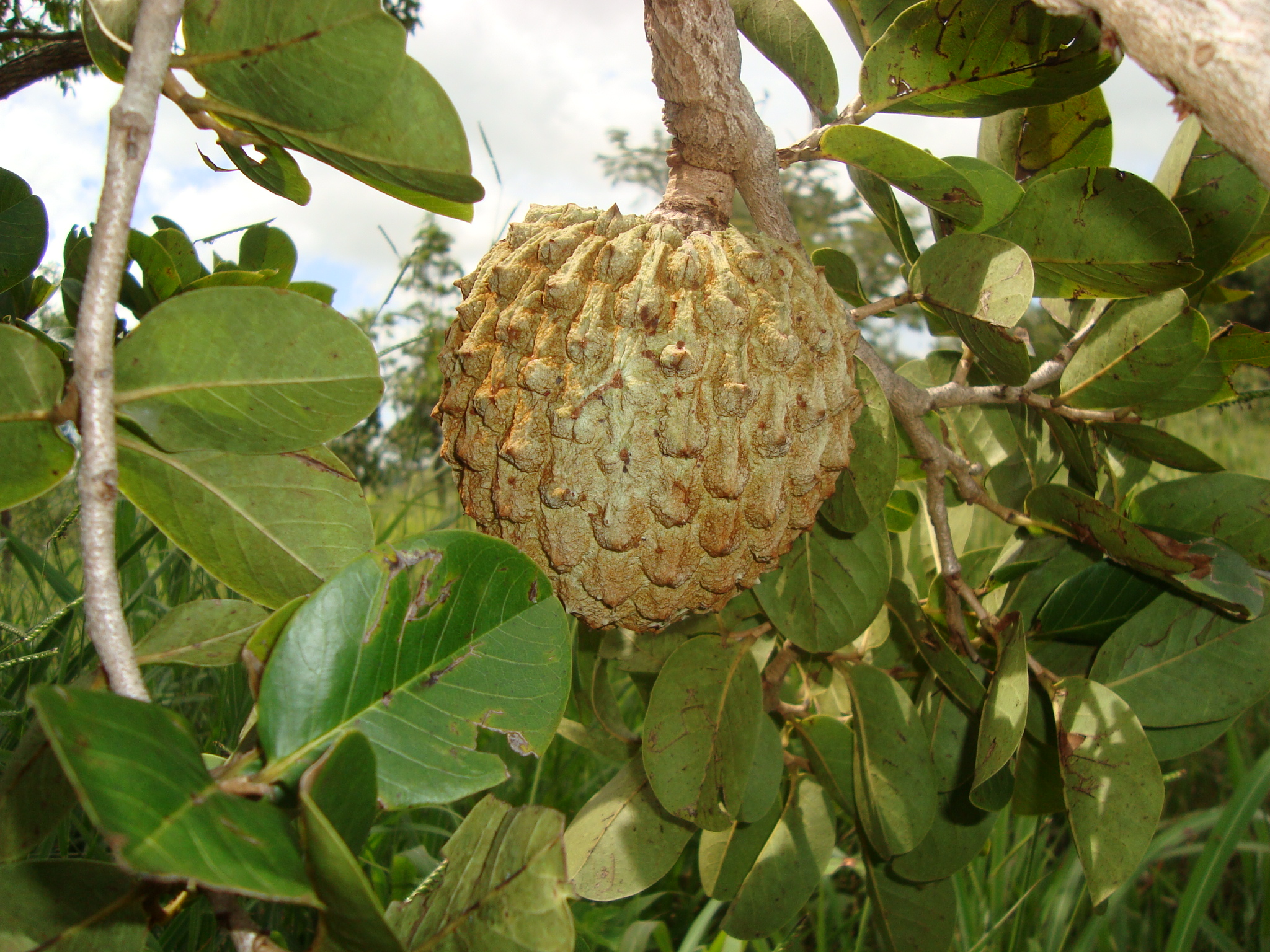
Owoc

PokrójZimozielone drzewo.
LiścieMają kształt od odwrotnie owalnego do owalnego. Mierzą 6–17 cm długości oraz 3–12 szerokości. Liść na brzegu jest całobrzegi. Wierzchołek jest tępy.
KwiatySą pojedyncze. Rozwijają się na szczytach pędów. Mają 6 płatków o białej barwie.
OwoceSą kuliste i mają areole.

## Biologia i ekologia
Rośnie w cerrado. Występuje na wysokości do 1200 m n.p.m.